# Sadao Bekku
Sadao Bekku (24. maj 1922 i Tokyo Japan - 12. januar 2012) var en japansk komponist og lærer. Bekku studerede komposition i Paris hos Darius Milhaud, Jean Rivier og Olivier Messiaen.
Bekku var i sin kompositionsform stærkt inspireret af jazzmusik. Han underviste privat i komposition. Han har skrevet 5 symfonier, orkesterværker, operaer, kammermusik, filmmusik og sange etc. Han hører til de ledende komponister i Japan. 

## Udvalgte værker
- Symfoni nr. 1 (1962) - for orkester
- Symfoni nr. 2 (1977) - for orkester
- Symfoni nr. 3 "Forår" (1984) - for orkester
- Symfoni nr. 4 "Sommeren 1945" (1989) - for orkester
- Symfoni nr. 5 "Mennesket" (1999) - for orkester
- Sinfonietta (1959) - for strygeorkester